# 안석주
안석주(安碩柱, 일본식 이름: 安田 榮 야스다 사카에, 1901년 4월 10일 ~ 1950년 2월 24일)는 일제강점기에 주로 활동한, 대한민국의 삽화가, 만화가, 문학 작가, 영화 시나리오 각본가 겸 영화 감독이다. 호가 석영(夕影)이라 안석영이라고도 불린다.

## 생애
한성부 출신으로 교동보통학교와 휘문고등보통학교를 졸업하고 일본 유학과 미술 수업 후에 언론사 삽화 작가로 일했다. 안석영은 예술 다방면에 다양한 재주를 지닌 팔방미인형의 인물이었다. 일본 유학 후 미술, 영화, 문학, 연극의 여러 분야에서 활동하면서, 이념적으로는 조선프롤레타리아예술가동맹 계열에 속해 있었다. 박영희, 김기진 등과 함께 참가자들 각자의 이름 머릿글자를 따서 작명한 파스큘라에 참가하여 카프로 발전시키는 등 문예 운동 부문에서 활발한 행보를 보였다.
삽화가로는 나도향, 이무영, 박종화, 백철 등의 글에 그림을 그렸고, 한국 최초의 아동 만화로 알려진 〈씨동이의 말타기〉를 내놓았다. 《개벽》, 《백조》, 《학생》, 《어린이》, 《별건곤》 등 유명한 잡지의 표지화도 그렸다. 특히 《조선일보》와 《동아일보》에 연재한 시사만화로 이름을 알렸다.
영화계에는 미술감독으로 참여하다가, 1937년 《심청전》을 연출해 감독으로도 데뷔했다. 일제강점기 말기인 1941년, 조선인은 지원병으로 갈 수 없는 현실에 좌절하던 조선 청년이 마침내 지원병 제도의 문호 개방에 힘입어 지원병으로 참전한다는 내용의 어용 영화 《지원병》의 영화 각본을 쓰고 연출했다. 이 영화에는 최운봉과 문예봉이 남녀 주인공으로 출연했다.
안석영은 《지원병》과 《흙에 산다》와 같은 친일 영화 제작 외에도 황도학회 결성식에 참가하고 조선임전보국단에 가담했으며 《신시대》의 표지화도 그려, 친일 행적이 뚜렷한 편이다. 광복 후에는 조선 영화인 동맹에 참가했다가 좌익 계열이 주도권을 잡아가자 탈퇴하여 우익 영화인들을 규합하여 영화감독구락부를 조직 하였고, 우익 계열 언론인으로 활동했다.
1947년 아들인 작곡가 안병원이 곡을 붙인 〈우리의 소원〉 노래를 작사하였다. 이 노래는 본래 "우리의 소원은 독립 / 꿈에도 소원은 독립"이라는 가사였으나, 이듬해 교과서에 실리면서 "우리의 소원은 통일 / 꿈에도 소원은 통일"로 바뀌었고, 이후 오랫동안 널리 불리고 있다. 2000년 남북 정상 회담 때 양 정상인 김대중과 김정일이 손을 잡고 함께 부른 노래이기도 하다.
2008년 민족문제연구소가 발표한 친일인명사전 수록예정자 명단 연극/영화 부문에 포함되었으며 2009년 친일반민족행위진상규명위원회가 발표한 친일반민족행위 705인 명단에도 포함되었다.

## 가족 및 친척 관계
- 테너 성악가 겸 지휘자 및 작곡가 안병원은 안석주의 장남(長男)이다
- 영화감독 겸 극작가 안종화(본명 안용희)는 안석주보다 1살이 어린 7촌 재종숙부이다.

## 같이 보기
- 우리의 소원
- 안병원
- 안종화